# Aleksandr Reinagle
Aleksandr Reinagle   (Edimburg i Portsmouth, 23 d'abril de 1756 - Baltimore, 21 de setembre de 1809) va ser un compositor estatunidenc d'origen anglès.

## Biografia
Hi ha incertesa sobre la data de naixement d'Alexander Reinagle. Segons la tradició familiar, va néixer a Edimburg el 1750; segons l'obituari de la "United States Gazette de Filadèlfia", va morir el 1809 als 62 anys, cosa que faria que el seu any de naixement fos el 1747. El seu pare era el trompetista austrohongarès Joseph Reinagle. Va rebre les primeres lliçons del seu pare i de Raynor Taylor, el director del Teatre Reial d'Edimburg. Allà va fer la seva primera aparició com a clavecinista el 1770.
Des de 1778, Reinagle va viure com a professor de clavicèmbal a Glasgow, on es van publicar les seves primeres composicions. El 1784 va conèixer Carl Philipp Emanuel Bach a Hamburg, amb qui va mantenir correspondència durant un temps. El mateix any va viatjar a Portugal amb el seu germà, el violoncel·lista Hugh Reinagle, i va actuar davant la família reial. El 1785 va esdevenir membre de la "Royal Society of Musicians" de Londres.
El 1786, Reinagle es va establir a Nova York com a pianista, violí i professor de piano i hi va oferir el seu primer concert el mateix any. A la tardor d'aquell any es va traslladar a Filadèlfia. Allà va renovar la tradició dels concerts de la ciutat amb una sèrie de concerts de dotze parts amb el violoncel·lista Henri Capron durant la temporada 1786/87. Fins al 1794 va continuar la sèrie de concerts juntament amb Capron, William Brown i Alexander Juhan. També va ensenyar, entre d'altres: a Nellie Custis, la filla adoptiva de George Washington.
El 1791 va fundar una companyia teatral amb l'actor britànic Thomas Wignell. Aquesta Nova Companyia va construir el Nou Teatre (Chestnut Street Theatre) a Filadèlfia, que va obrir el 1792, i el Teatre del carrer Holliday a Baltimore, que va obrir l'any següent. Tots dos teatres oferien obres de teatre dramàtic i musical. Reinagle va exercir de director musical a Filadèlfia. Va contractar el violinista anglès George Gillingham com a director d'orquestra al Chestnut Street Theatre. Gairebé seixanta obres de teatre s'hi van representar fins al 1800. El mateix Reinagle va contribuir amb dos ballets al repertori i va compondre, arranjar i orquestrar la música per a totes les representacions. Tots aquests materials es van perdre en l'incendi del teatre el 2 d'abril de 1820. Després de la mort del seu soci Wignell, Reinagle es va traslladar a Baltimore i va ser director musical de les produccions de la New Company fins a la seva mort.
Els cinc germans de Reinagle eren artistes en actiu. El seu germà Joseph Reinagle també es va fer conegut com a compositor, i el seu fill Alexander Robert Reinagle com a organista i compositor. El seu germà Philip Reinagle va ser pintor de retrats, animals i paisatges, el fill del qual Ramsay Richard Reinagle i el seu net George Philip Reinagle també van ser pintors.

## Obra
- Variacions sobre melodies escoceses famoses, 1782
- Els voluntaris, òpera còmica (llibret de Susanna Haswell Rowson), 1795
- Romanç sicilià, ballet, 1795
- El castell negre o L'espectre del bosc, melodrama (llibret de Matthew Gregory Lewis, cocompost amb James Hewitt), 1807